# Blåviks församling
Blåviks församling var en församling i Linköpings stift inom Svenska kyrkan i Boxholms kommun i Östergötlands län. Församlingen uppgick 2010 i Boxholms församling.
Församlingskyrka var Blåviks kyrka.
Folkmängd i församlingen var 2006 98 invånare.

## Administrativ historik
Församlingen bildades 1 maj 1880 genom utbrytning av delar ur Ekeby församling och Torpa församling.
Församlingen var från 1880 till 1962 annexförsamling (kapellförsamling till 5 maj 1922) i pastoratet Ekeby, Rinna och Blåvik. Från 1962 till 1973 utgjorde församlingen annexförsamling i pastoratet Åsbo, Malexander och Blåvik, för att från 1973 till 2010 vara annexförsamling i pastoratet Ekeby, Åsbo, Malexander och Blåvik, som 1992 utökades med Rinna församling. Församlingen uppgick 2010 tillsammans med övriga församlingar i pastoratet i Boxholms församling.
Församlingskod var 056005.

## Series pastorum
Se även Ekeby församling series pastorum, Åsbo församling series Pastorum och Boxholms församling series pastorum

### Kapellpredikanter och komministrar
| Verksam   | Namn                    | Levnadstid | Övrigt                                                                  |
| --------- | ----------------------- | ---------- | ----------------------------------------------------------------------- |
| 1877–1887 | Oskar Wågman            | 1849–1913  | Kapellpredikant.                                                        |
| 1887–1897 | Karl Johan August Magni | 1854–1929  | Kapellpredikant. Senare kyrkoherde i Horns församling.                  |
| 1897–1919 | Johan Fredrik Brodén    | 1868–1947  | Kapellpredikant och komminister. Senare kyrkoherde i Ljungs församling. |
| 1919–1925 | Anders Sondén           | 1887–1976  | Komminister. Senare kyrkoherde i Kuddby församling.                     |
| 1926–1935 | Nils Westin             | 1876–1944  | Komminister.                                                            |
| 1936–1937 | Eskil Fall              | 1910–2004  | Komminister.                                                            |
| 1938–1942 | Eric Wigdahl            | 1910–1976  |                                                                         |
| 1943–1948 | Martin Hjelte           | 1906–1973  |                                                                         |

## Klockare och organister
| Verksam   | Namn                   | Levnadstid | Övrigt |
| --------- | ---------------------- | ---------- | ------ |
| 1880–1897 | Bengt August Jonsson   | 1834–      |        |
| 1898–1909 | August Albert Rydin    | 1866–      |        |
| –1926     | Johan August Kjellgren | 1865–1933  |        |
| –1931     | Nils Brant             | 1903–      |        |
| –1939     | John Steffner          | 1902–1992  |        |
| –1942     | Viola Sten             | 1915–      |        |
| –1946     | Malin Lennart Björn    | 1915–1998  |        |
| 1948–     | Sven Lantz             | 1903–1985  |        |